# Ligne 18 du métro de Paris
La ligne 18 du métro de Paris est une ligne en construction du réseau métropolitain de Paris.
Il s'agira d'une ligne de métro automatique à gabarit adapté du Grand Paris Express. Longue de 35 kilomètres, elle reliera dans un premier temps l'aéroport d'Orly à Versailles via la gare de Massy - Palaiseau, le plateau de Saclay et Saint-Quentin-en-Yvelines, son parcours empruntant un long tunnel creusé entre Orly et Massy-Palaiseau puis un viaduc long de 6,7 km entre Palaiseau et le CEA de Saint-Aubin sur le plateau de Saclay. Après un passage au sol, un nouveau tunnel l'emmènera jusqu'à la gare de Versailles-Chantiers. Ultérieurement, elle serait prolongée d'une quinzaine de kilomètres de Versailles à Nanterre en passant par Rueil-Malmaison. Elle pourrait aussi être prolongée à l'est vers Boissy-Saint-Léger en passant par Montgeron.
Elle devrait être achevée après 2030. Sa première section, de Massy - Palaiseau au plateau de Saclay (Christ de Saclay) est prévue pour octobre 2026, puis pour 2027 entre la gare de Massy - Palaiseau et l'aéroport d'Orly et pour 2030 de Christ de Saclay à Versailles Chantiers. L'une de ses vocations est notamment de desservir le pôle technologique et scientifique Paris-Saclay et l'université Paris-Saclay. Elle aurait également dû donner accès au site qui était envisagé pour le projet avorté de candidature française à l'organisation de l'Exposition universelle de 2025.
La maîtrise d'œuvre de l'ingénierie et des stations a été confiée au groupement Icare, emmené par Ingérop Conseil et Ingénierie, Artelia Ville et Structure et Arcadis ESG, avec plusieurs cabinets d’architecture pour les différentes stations du tronçon tandis que les systèmes sont sous la responsabilité de Egis Rail. Le viaduc et les stations aériennes sont confiés au groupement Benthem Crouwel.
Ce sera la seule ligne de métro du Grand Paris Express (et du réseau de métro parisien en général) qui desservira le département des Yvelines avec trois stations dans deux communes : la station de Versailles Chantiers et celle de Satory seront situées à Versailles et la station de Guyancourt sera située à Guyancourt.

Schéma de la ligne.

## Histoire

Situation de la ligne dans le cadre du Grand Paris Express.

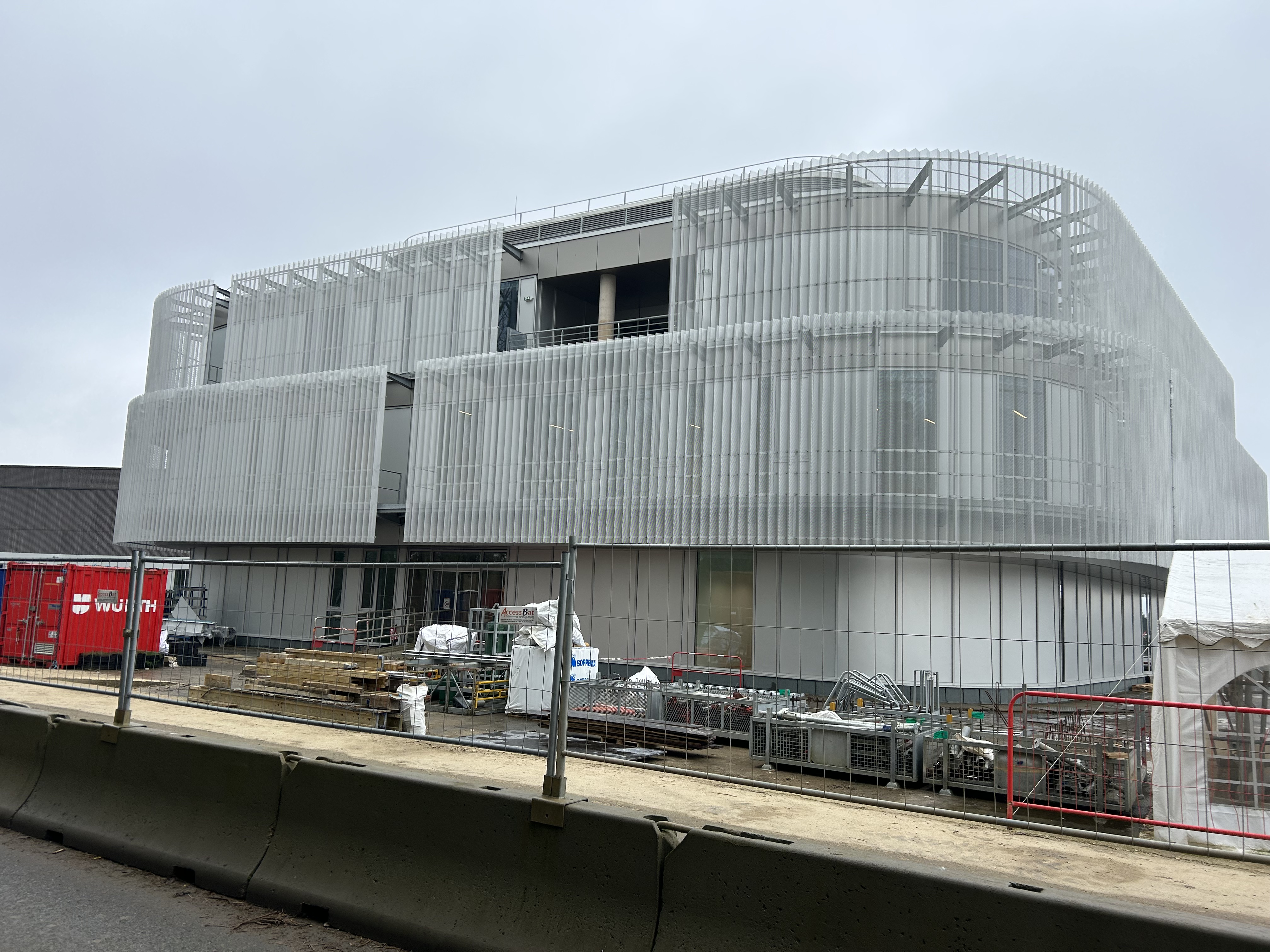
Le centre d'exploitation de Palaiseau en chantier en janvier 2025

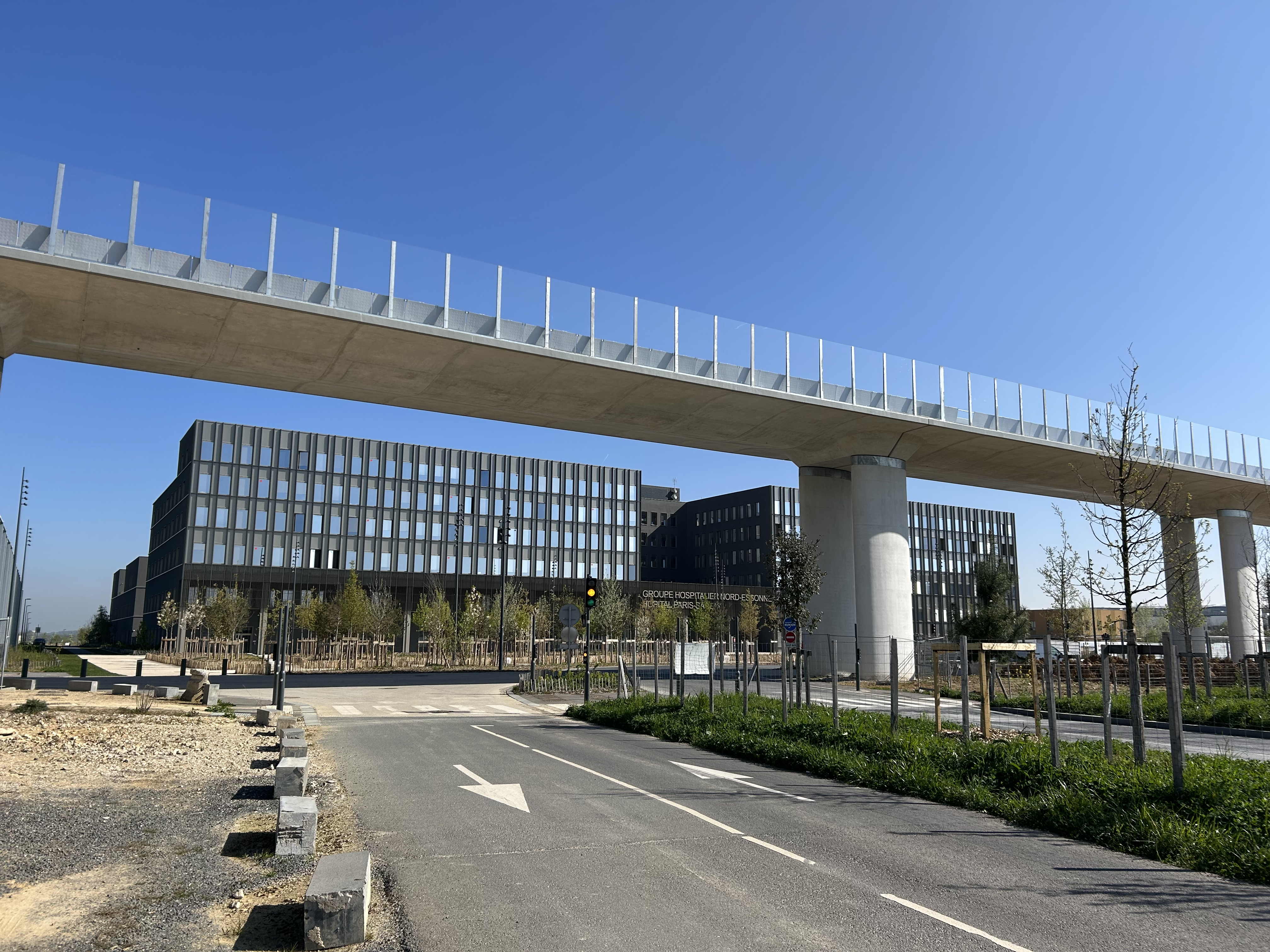
Sur le plateau de Saclay, quartier de Corbeville à Orsay, le viaduc passe devant le nouvel hôpital de Paris-Saclay entre les stations Université Paris-Saclay et Polytechnique

La desserte du plateau de Saclay, sur lequel se sont installés progressivement plusieurs grandes écoles et universités parisiennes ainsi que des pôles de recherche scientifique, a longtemps été problématique. Assurée par des lignes de bus, l'offre de transports en commun ne suffisait plus à répondre au flux d'étudiants et de salariés rejoignant le plateau. Cette insuffisance était considérée par l'État comme un obstacle à l'émergence du cluster universitaire et scientifique de Paris-Saclay.
Pour pallier ce manque, une ligne de métro automatique desservant le plateau est incluse dans le projet de réseau de transports publics du Grand Paris, présenté par le président de la République Nicolas Sarkozy en 2009. Ce projet prévoyait une ligne verte à grand gabarit reliant Orly à Roissy via Saclay et La Défense. À la suite de négociations avec la Région, la ligne verte est reprise en 2011 dans le projet Grand Paris Express avec un terminus cette fois fixé à la station Nanterre La Folie et une mise en service alors envisagée entre 2025 et 2030.
Le 6 mars 2013, le Premier ministre Jean-Marc Ayrault dévoile la carte du futur réseau du Nouveau Grand Paris (nouveau nom du Grand Paris Express), sur laquelle apparaît pour la première fois la dénomination de « ligne 18 ». Son parcours est alors limité à la section Aéroport d'Orly - Versailles Chantiers, l'avenir du tronçon vers Nanterre devenant incertain. La variante de tracé envisagée un moment, avec une station desservant directement l'université de Saint-Quentin-en-Yvelines, est définitivement repoussée.
C'est également à cette occasion qu'est indiqué le choix d'un métro à gabarit adapté, au vu de la fréquentation attendue qui ne justifie pas des trains aussi capacitaires que sur les autres lignes. Une des options évoquée est de faire de la ligne 18 un prolongement d'Orlyval, navette desservant l'aéroport d'Orly et avec laquelle le tracé est partiellement redondant. Cette idée est finalement abandonnée à cause du trop faible gabarit du VAL et de temps de trajets plus longs qu'avec une infrastructure entièrement nouvelle.
En 2014, le premier ministre Manuel Valls annonçait que les tronçons de Christ de Saclay à Massy - Palaiseau, d'une part, et de Massy - Palaiseau à Aéroport d’Orly, d'autre part, seraient effectifs dès 2024, la ligne devant être prête à temps afin de desservir le site envisagé pour l'Exposition universelle de 2025.
La concertation renforcée sur le projet de ligne 18 (section entre Aéroport d’Orly et Versailles Chantiers) a eu lieu du 12 mai au 12 juin 2015. Le dossier d'enquête publique a été transmis au préfet de région par la Société du Grand Paris (SGP) à l'été 2015, pour une enquête du 21 mars au 26 avril 2016.
La ligne 18 est déclarée d'utilité publique le 28 mars 2017.
En janvier 2018, le premier ministre Édouard Philippe annonce le retrait de la candidature française à l'organisation de l'Exposition universelle de 2025. Il était alors envisagé qu'un premier tronçon de Massy-Palaiseau à Christ de Saclay soit mis en service dès 2026,.
Le 15 mai 2020, la SGP a attribué à Vinci Construction le premier marché de génie civil de la ligne 18, d'un montant de 800 millions d’euros : il concerne la section d'Orly au plateau de Saclay,.
Du lundi 15 juin au vendredi 17 juillet 2020, une enquête publique complémentaire est réalisée, afin d'obtenir une déclaration d'utilité publique modificative, permettant une mise en compatibilité de la déclaration d'utilité publique avec les documents d'urbanisme d'Orsay, Palaiseau et Wissous.
Le viaduc de 6,7 km a notamment été construit grâce à deux lanceurs. Le premier a rejoint la future station Université Paris-Saclay à Christ de Saclay avec un tracé de 3,5 km et le second de la station Université Paris-Saclay à la station de Polytechnique avec un tracé de 3 km. Les deux lanceurs sont partis respectivement en avril et en juin 2022. Mi-octobre 2022, le premier lanceur a déjà parcouru environ un tiers du tracé. En juin 2023, la construction du viaduc sur les 6,7 km de son parcours (de sa « sortie de terre » au niveau du quartier Camille Claudel à Palaiseau à son abaissement pour passage au sol le long de la départementale 36 après le Christ de Saclay) est terminée et la pose des rails commence. Parallèlement, les trois gares aériennes sur ce viaduc, (Polytechnique, Université Paris-Saclay et Christ de Saclay) prennent forme.
Le dernier tunnelier, utilisé pour percer le tunnel entre les gares de Guyancourt et de Versailles Chantiers, est baptisé Awa et démarre son creusement en juin 2024.
Le 18 juin 2024, Île-de-France Mobilités a désigné Keolis comme l'exploitant de la ligne 18 avec une période de pré-exploitation de deux ans à compter d'octobre 2024,.

### Calendrier
La ligne 18 devrait être mise en service selon les étapes suivantes :
- octobre 2026, pour le tronçon de Christ de Saclay à Massy - Palaiseau ;
- à l'horizon 2027, pour le tronçon de Aéroport d'Orly à Massy - Palaiseau ;
- à l'horizon 2030, pour le tronçon de Christ de Saclay à Versailles Chantiers ;
- au-delà de 2030, pour le tronçon de Versailles Chantiers à Nanterre La Folie.
- au-delà de 2030, pour le tronçon de Aéroport d'Orly à Boissy-Saint-Léger.

## Spécifications
Le protocole d'accord État-Région ayant entériné le fait que la ligne 18, appelée au départ ligne verte, serait une ligne de métro automatique à gabarit adapté,, le type de matériel roulant qui y circulera sera un métro automatique, sur roulement fer. Les voitures auront une largeur d'environ 2,50 mètres (soit un gabarit semblable à celui de l'actuel métro parisien) et les trains seront composés de trois ou quatre voitures qui pourront accueillir 350 voyageurs par rame. L'alimentation des rames se fera par troisième rail en 1 500 V, contrairement aux lignes 15, 16 et 17.
Le 11 octobre 2021, le constructeur Alstom a été choisi pour construire le matériel roulant de la ligne.

## Construction

### Travaux préparatoires
Des travaux préparatoires (déplacement des réseaux) démarrent en janvier 2018 au niveau de la future station Massy Opéra.
En 2019 - 2020, SNCF Réseau libère les emprises ferroviaires nécessaire à la construction de la station de Massy - Palaiseau du Grand Paris Express. Ces travaux durent un an pour un coût de 13 millions d’euros financés par la Société du Grand Paris.

### Travaux de construction
Le marché de construction du tunnel, des stations et des ouvrages de service entre la future station Aéroport d’Orly et le plateau de Saclay, au-delà de la station Massy-Palaiseau est attribué en mai 2020 à un groupement composé de Vinci Construction Grands Projets, Spie Batignolles Génie Civil, Dodin Campenon-Bernard, Vinci Construction France, Spie Batignolles Fondations et Bottes Fondations. Le montant du marché s’élève à 799 millions d’euros hors taxes. Ce marché comprend la réalisation de 11,8 kilomètres de tunnel qui seront creusés par deux tunneliers, la réalisation des stations d’Antonypôle, Massy Opéra et Massy-Palaiseau, ainsi que la traversée de la future station Aéroport d'Orly, déjà en travaux, et de 13 ouvrages de service de l'est de la ligne.
Le marché de construction de l’ensemble du génie civil d’un viaduc de 6,7 kilomètres entre la station de Polytechnique et l’arrière-station de Christ de Saclay est attribué en décembre 2020 à un groupement composé de Vinci Construction Grands Projets (mandataire), Dodin Campenon Bernard, Chantiers Modernes Construction et Freyssinet, filiales de VINCI Construction et Razel Bec, filiale du groupe Fayat, en tant que cotraitant. Le montant du marché s’élève à 193 millions d’euros hors taxes.
Le marché de construction de l’ensemble du génie civil de la section ouest de la ligne 18 — avec la construction des stations Guyancourt, Satory et Versailles Chantiers, un tunnel de 6,7 kilomètres ainsi que de huit ouvrages de service — a été attribué à un groupement d’entreprises composé de Spie batignolles génie civil, Ferrovial Construccion et Spie batignolles valérian. Les travaux préparatoires ont démarré à la fin de l’été 2022 et les travaux de génie civil au début de 2023. En juin 2023, la section qui va de la « rampe de transition » à Palaiseau (l'endroit où la ligne 18 sort de terre pour atteindre le viaduc) au Christ-de-Saclay sur 6,7 km est achevée. La section Est est creusée entièrement en date du 18 octobre 2023 avec la fin du parcours du tunnelier Céline à Orly. La section Ouest débute avec les travaux préparatoires prévus à partir de mars 2024 ; le creusement du tunnel jusqu'à Versailles Chantiers commence en juillet 2024.

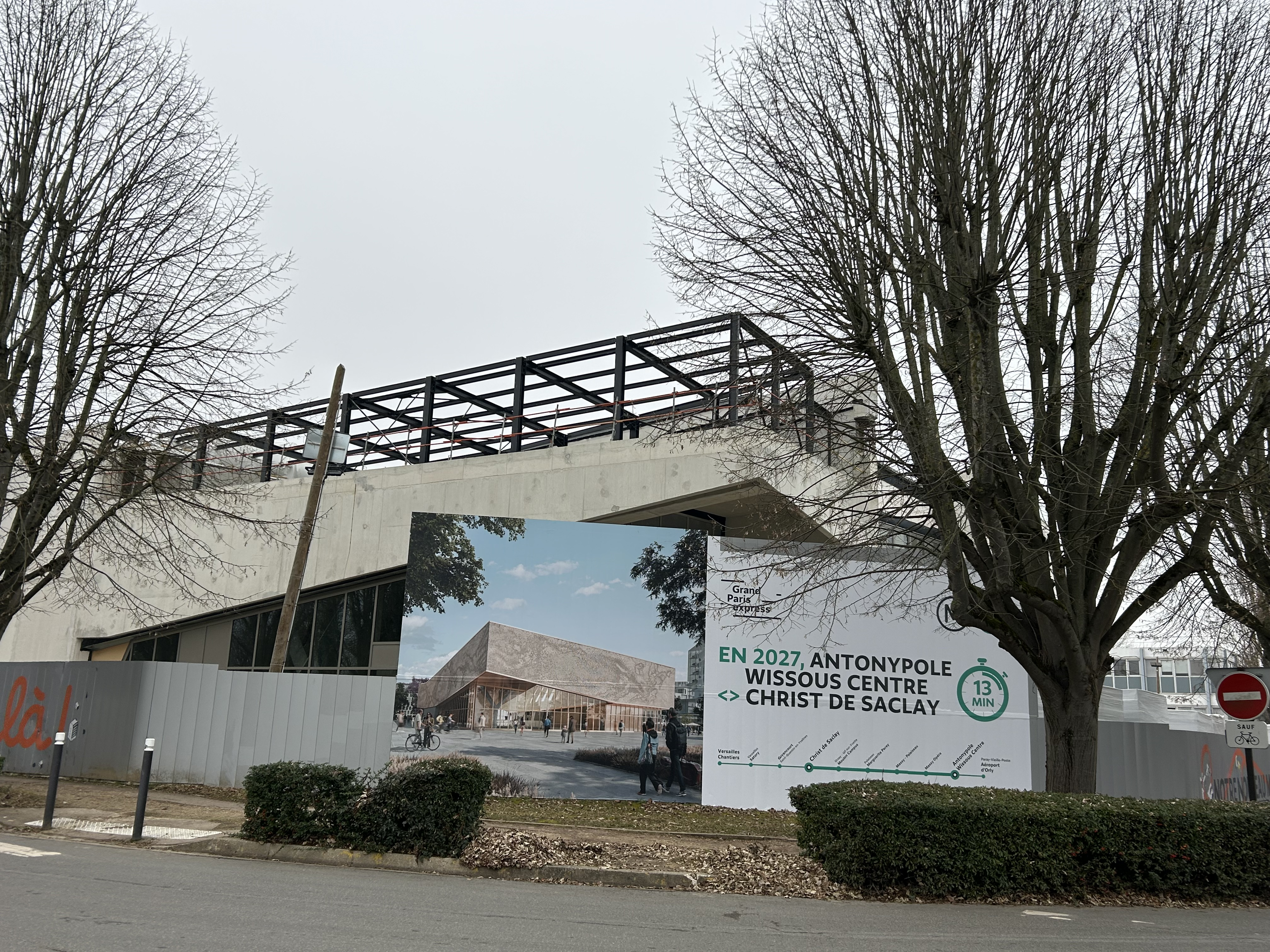
La station Antonypole - Wissous Centre en construction en janvier 2025
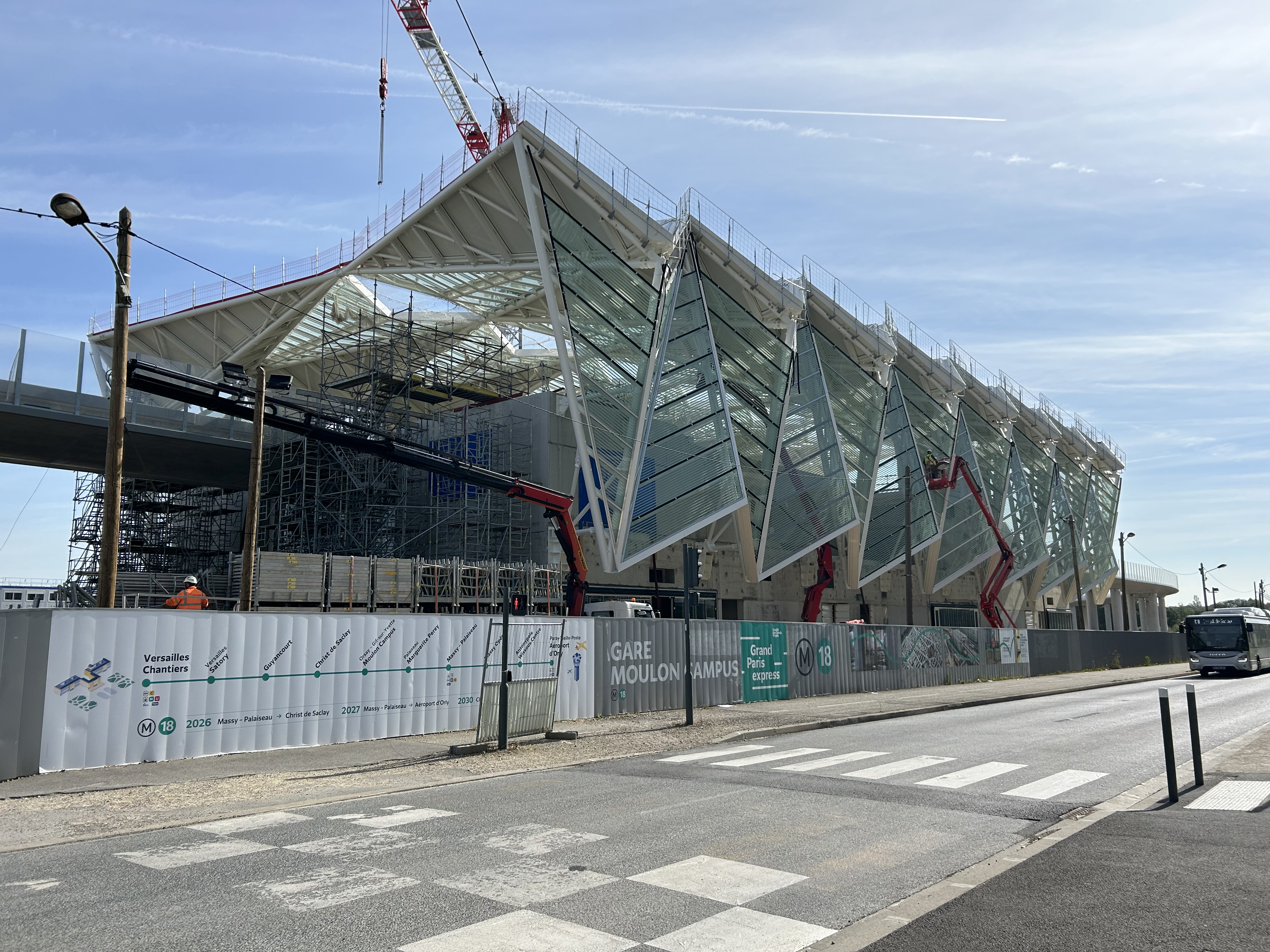
Station aérienne Université Paris-Saclay en construction sur le viaduc de la ligne 18, en juin 2024.
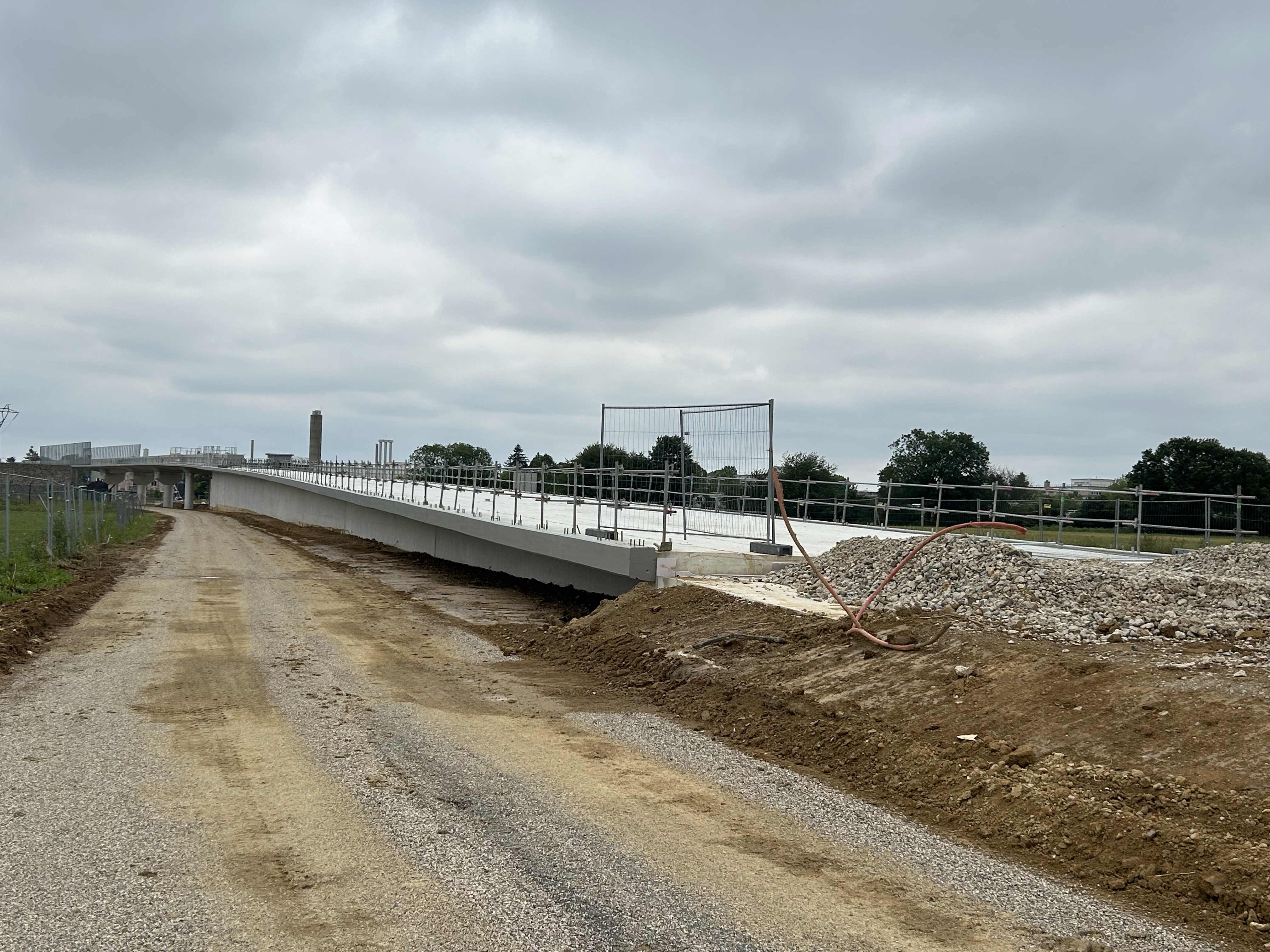
Le bout du viaduc de 6,7 km, au bord de la départementale 36 à Villiers-le-Bâcle, en juin 2024
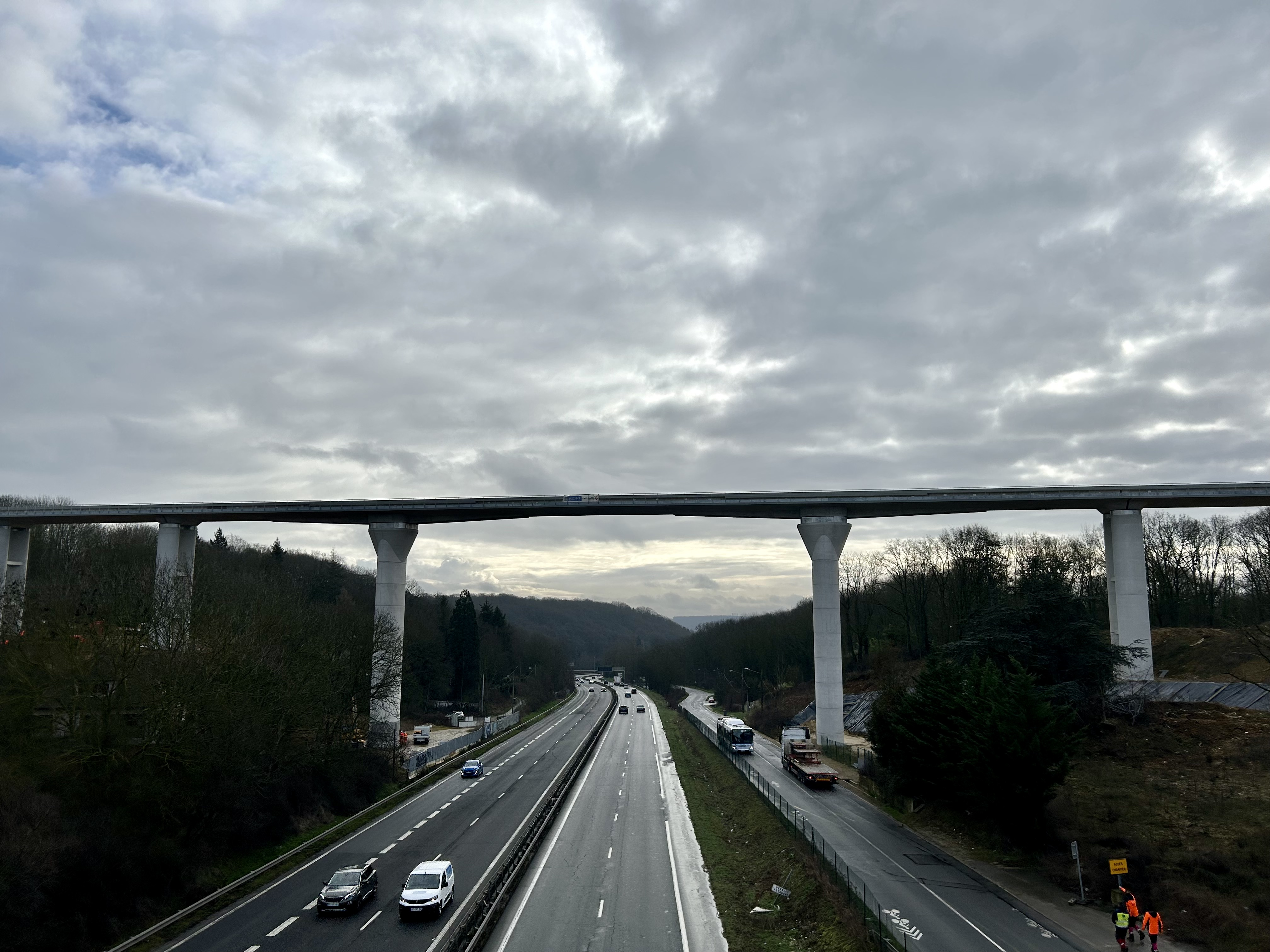
Le viaduc enjambant la N118 à Orsay en janvier 2024.
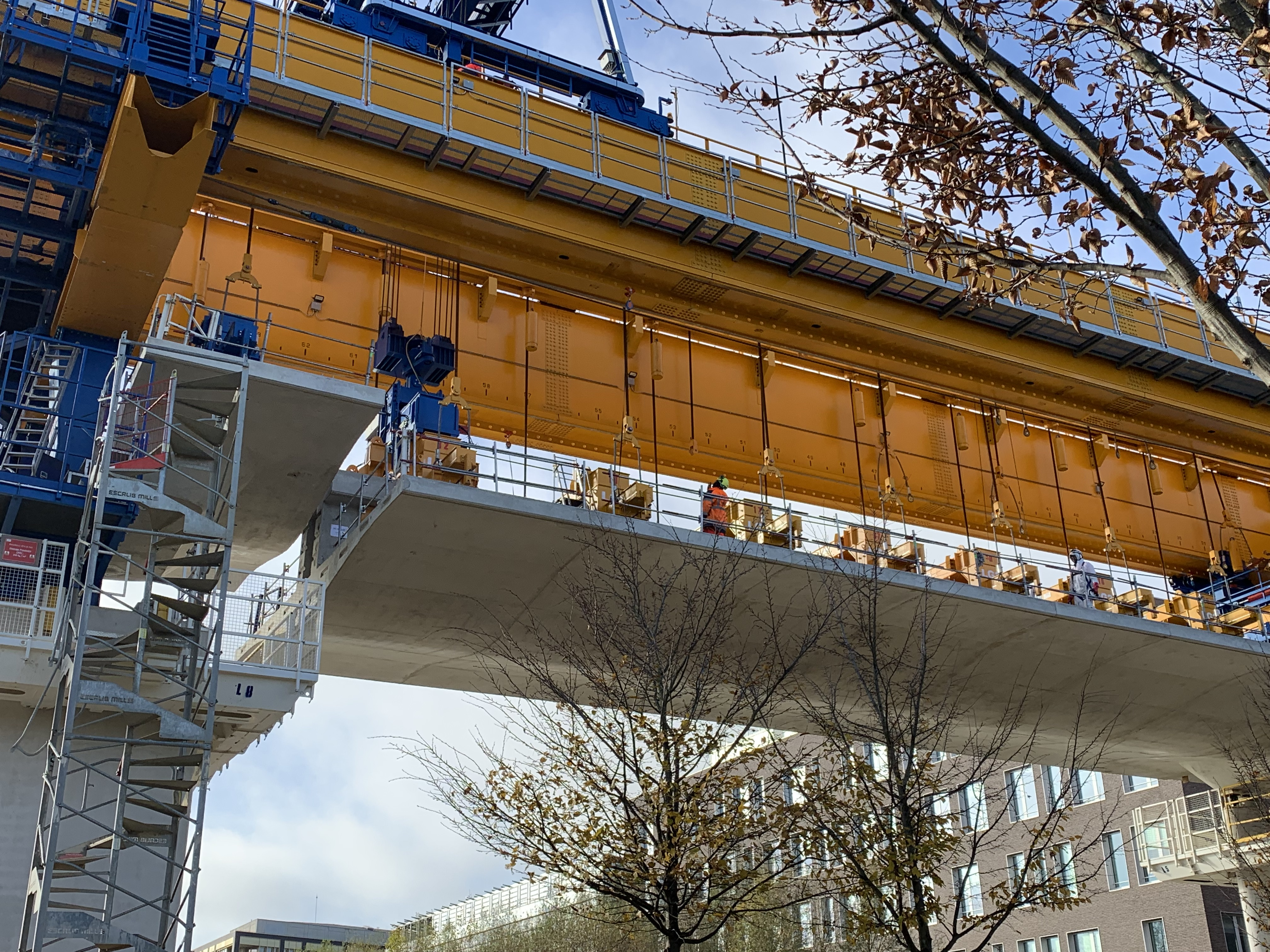
Lanceur assemblant les voussoirs du tablier du viaduc de Polytechnique, en novembre 2022.
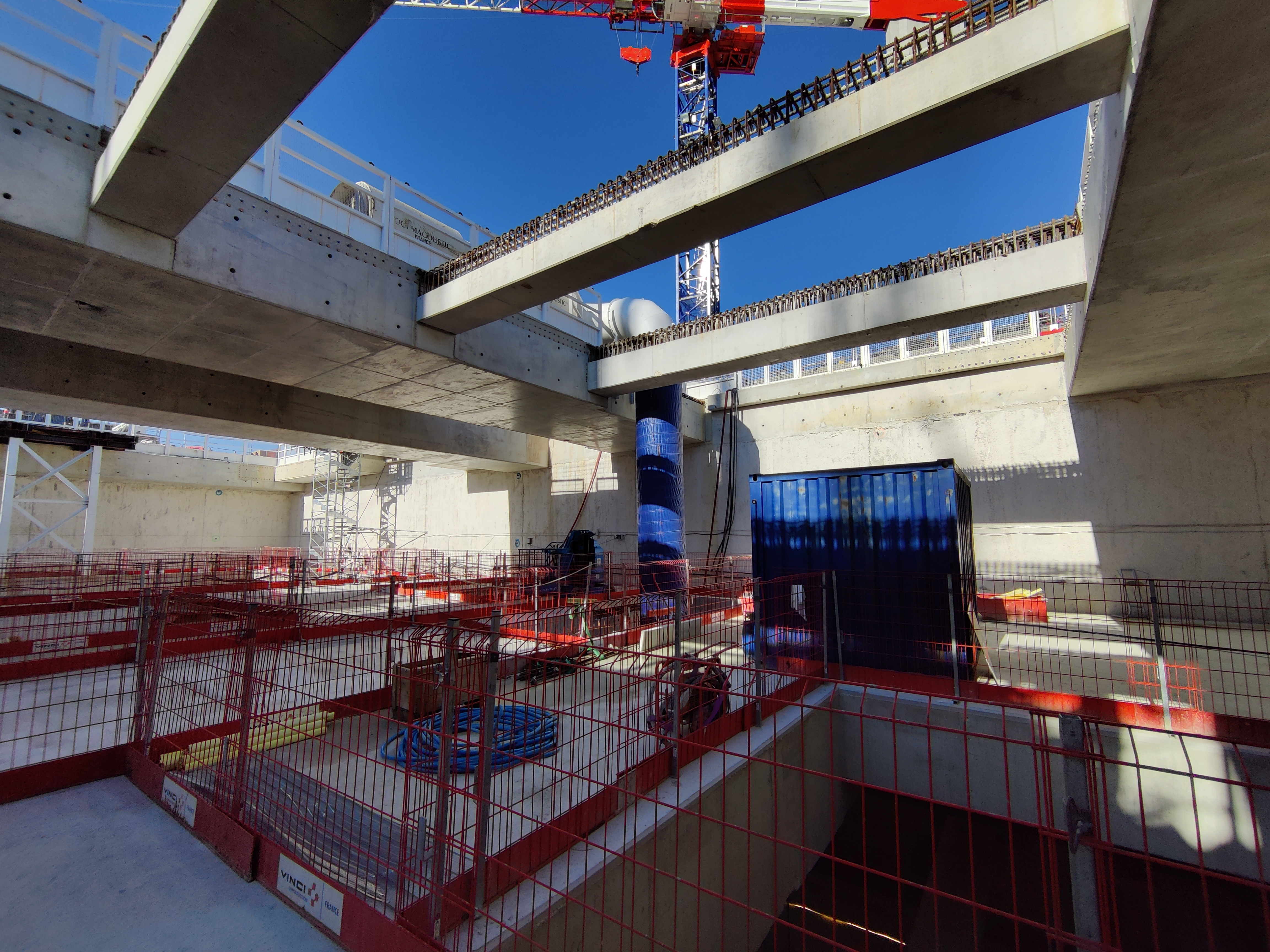
La future station d'Antonypole - Wissous Centre en travaux en octobre 2021.
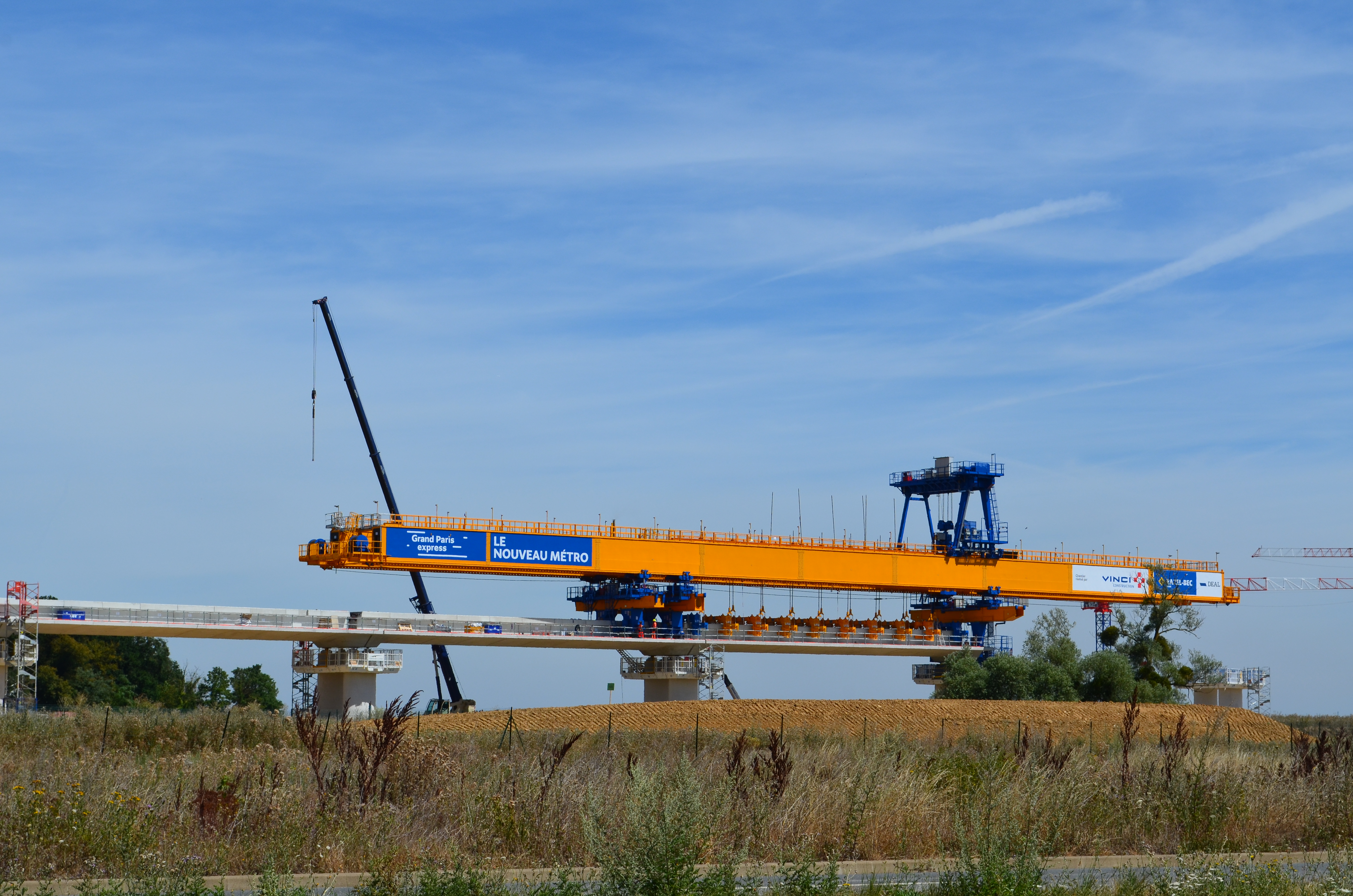
Lanceur permettant de poser le tablier du viaduc, au-dessus des piliers.

#### Tunneliers de la ligne 18
Trois tunneliers sont utilisés pour creuser les 11,8 kilomètres de tunnel de la section est de la ligne 18 entre Aéroport d’Orly et le plateau de Saclay et la section entre Guyancourt et Versailles.
| no | Nom de baptême | Début des travaux            | Début des travaux | Fin                          | Fin             | Distance (km) | Notes |
| no | Nom de baptême | Point d’entrée               | Date              | Point de sortie              | Date            | Distance (km) | Notes |
| -- | -------------- | ---------------------------- | ----------------- | ---------------------------- | --------------- | ------------- | --- |
| 1  | Céline         | Croix de Villebois           | Novembre 2021     | Massy Puits Maréchal Leclerc | 18 octobre 2023 | 6 km          | Tunnelier à pression de terre. Creusement terminé.                                                          |
| 2  | Caroline       | Massy Puits Maréchal Leclerc | Décembre 2021     | Orly                         | Août 2023       | 6,2 km        | Tunnelier à densité variable. Creusement terminé.                                                           |
| 3  | Awa            | Guyancourt                   | Juin 2024         | Versailles                   | Fin 2026        | 6,7 km        | Réutilisation du tunnelier Céline. En juin 2025, le tunnelier arrive au niveau de la future gare de Satory. |

### Aménagements
La pose de rails sur le viaduc se déroule depuis octobre 2023.

## Tracés et stations

### Tracé

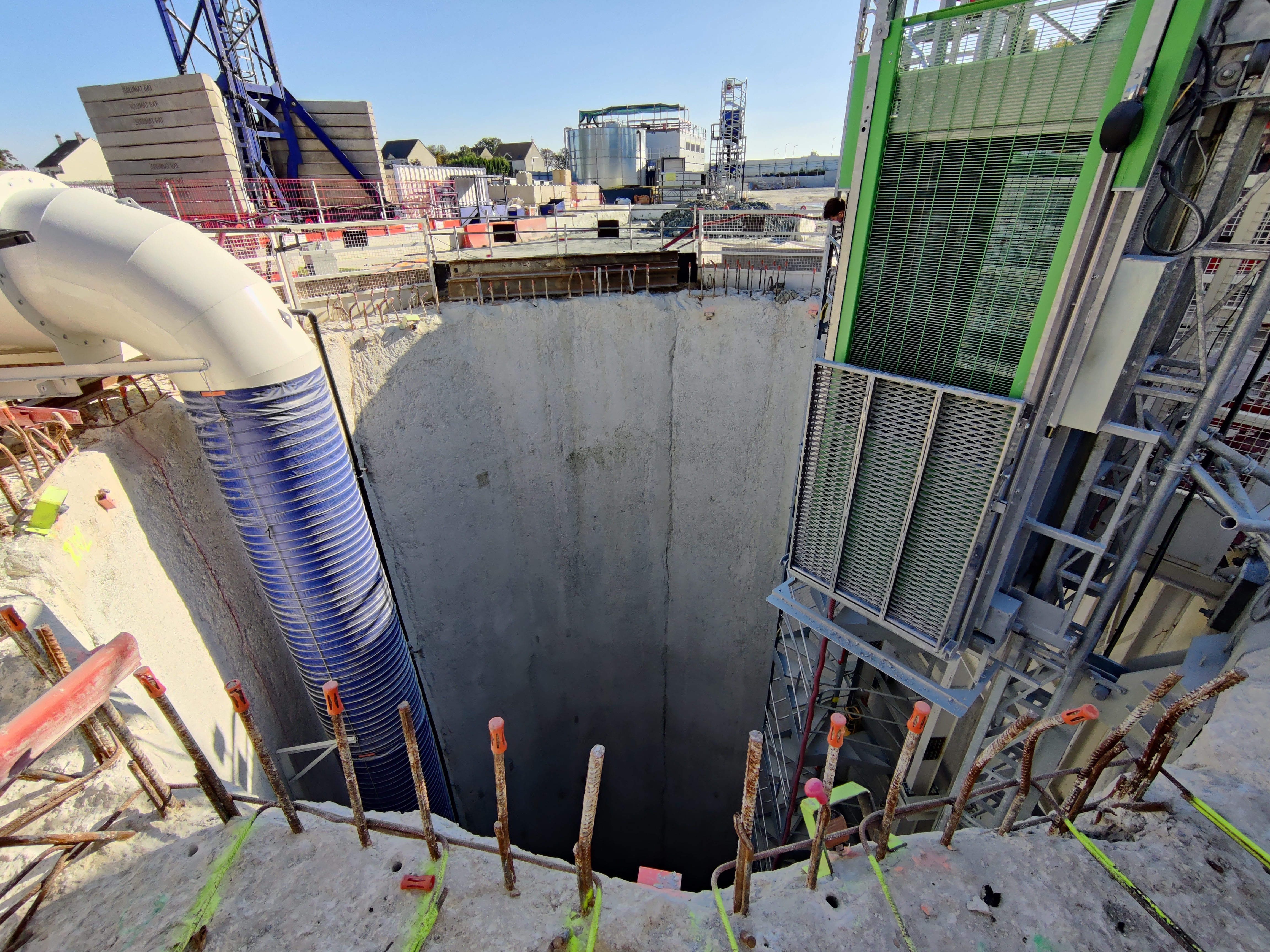
Le puits de maintenance de l'ouvrage de service Robic en construction à Wissous.

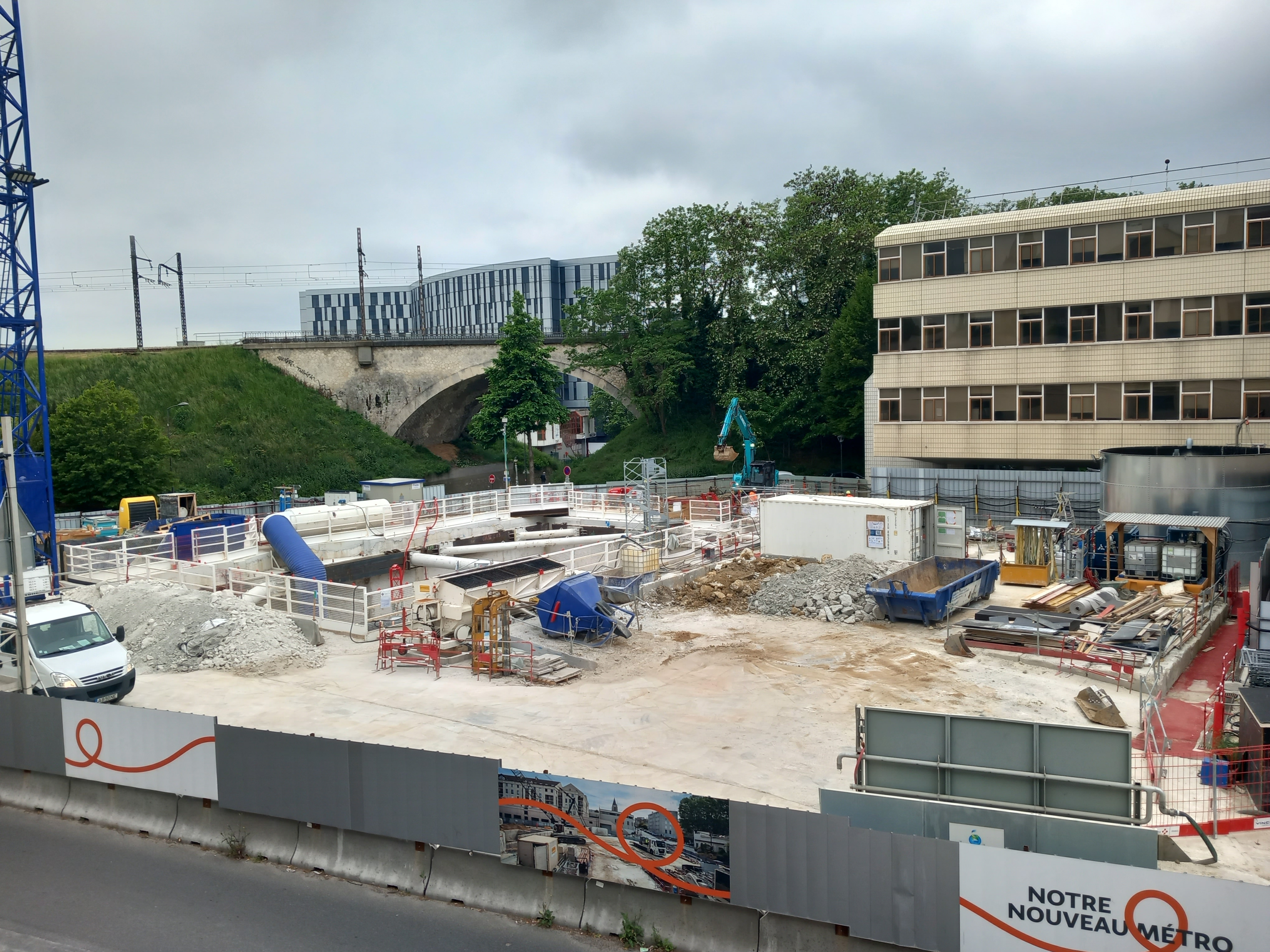
Travaux de l'ouvrage Général de Gaulle, près de la mairie de Massy.

D’une longueur de 35 km, la ligne 18 comporte initialement une section souterraine d’environ 22 km (61 % de la ligne) et une section aérienne en viaduc de 13 km (39 % de la ligne). Toutefois, le 25 novembre 2020, le conseil de surveillance de la société du Grand Paris, en adoptant son budget 2021, a décidé de « mettre au sol » une section de 5,1 km du viaduc qui devait originellement avoir une longueur totale de 11,8 km pour que le métro soit moins visible dans le paysage, la mesure permettant d'économiser 30 millions d'euros sur le coût de génie civil de la section entre le Centre CEA de Saclay et le Golf national à Magny-les-Hameaux.
La ligne naît en souterrain à Aéroport d'Orly au sud-est à la limite des départements de l'Essonne et du Val-de-Marne, sous les parkings entre les terminaux ouest et sud. La station est en correspondance avec la ligne 14 (qui lui est parallèle) et se prolonge par une arrière-station.
Le tracé se dirige vers le nord et passe sous les pistes de l'aéroport avant d'obliquer vers l'ouest. Il traverse la commune de Wissous sans arrêt, passe sous les autoroutes A6 et  A10 et tourne ensuite légèrement en direction du sud avant de desservir la station Antonypôle située sur la commune d'Antony. Pénétrant sur le territoire de la commune de Massy, la ligne dessert ensuite Massy Opéra puis passe sous la LGV Atlantique avant de venir se placer dans l'alignement du faisceau ferroviaire de Massy - Palaiseau. Elle dessert alors la station du même nom où elle est en correspondance avec le RER B, le RER C et la gare de Massy TGV.
La ligne oblique de nouveau vers l'ouest et entre sur la commune de Palaiseau. Le tunnel entame son ascension vers le plateau de Saclay par une rampe de 4 % avant de passer sous la D36 puis de venir se placer parallèlement à cette dernière au niveau du quartier Camille-Claudel. A cet endroit la ligne devient aérienne. Elle dépasse le raccordement vers le futur atelier de maintenance de Palaiseau, contourne l'École polytechnique puis dessert après une courbe et une contre-courbe la station aérienne de Polytechnique. Le viaduc part ensuite en direction du sud, franchit la N118 et dessert la station Université Paris-Saclay située à la limite d'Orsay et de Gif-sur-Yvette. Le tracé se dirige ensuite plein nord par un virage serré puis vers le nord-ouest le long de la N118 et dessert la station Christ de Saclay à Saclay.
La ligne tourne ensuite vers l'ouest et parcourt une longue inter-station toujours le long de la D36. Le viaduc s'abaisse progressivement pour laisser place à une voie posée au niveau du sol. La ligne traverse les communes de Villiers-le-Bâcle et Châteaufort, marquant l'entrée de la ligne dans les Yvelines. Elle arrive alors au niveau du Golf national de Guyancourt au niveau de Magny-les-Hameaux et retrouve son tracé en souterrain.
Le tunnel se dirige vers le nord-est et dessert la station souterraine de Guyancourt à Guyancourt. Il traverse Guyancourt puis oblique vers l'est, passe sous la Bièvre et arrive à la station Satory située à Versailles. Enfin, la ligne passe sous la N12 et se dirige vers le nord-est avant de se placer le long des voies ferrées et d'arriver au terminus de Versailles Chantiers où elle donne correspondance au RER C et aux transiliens U et N.

### Liste des stations
Liste des stations selon la Société des Grands Projets.
|  |   |  | Station                     | Coordonnées                 | Communes              | Correspondances               |
|  | - |  | --------------------------- | --------------------------- | --------------------- | ----------------------------- |
|  | ■ |  | Versailles Chantiers        | 48° 47′ 41″ N, 2° 08′ 12″ E | Versailles            | existant : envisagé :         |
|  | • |  | Satory                      | 48° 47′ 14″ N, 2° 06′ 16″ E | Versailles            |                               |
|  | • |  | Guyancourt                  | 48° 45′ 39″ N, 2° 04′ 20″ E | Guyancourt            |                               |
|  | • |  | Christ de Saclay            | 48° 43′ 48″ N, 2° 09′ 44″ E | Saclay, Saint-Aubin   | TCSP Massy - Saint-Quentin    |
|  | • |  | Université Paris-Saclay     | 48° 42′ 43″ N, 2° 10′ 26″ E | Orsay, Gif-sur-Yvette |                               |
|  | • |  | Polytechnique               | 48° 42′ 56″ N, 2° 12′ 04″ E | Palaiseau             |                               |
|  | • |  | Massy - Palaiseau           | 48° 43′ 30″ N, 2° 15′ 31″ E | Massy, Palaiseau      | TCSP Massy - Saint-Quentin    |
|  | • |  | Massy Opéra                 | 48° 43′ 54″ N, 2° 17′ 27″ E | Massy                 |                               |
|  | • |  | Antonypole - Wissous Centre | 48° 44′ 08″ N, 2° 18′ 34″ E | Antony                |                               |
|  | ■ |  | Aéroport d'Orly             | 48° 43′ 41″ N, 2° 21′ 44″ E | Paray-Vieille-Poste   | existant : Orlyval envisagé : |

### Centre d’exploitation
Un centre d'exploitation jouant le rôle de site de maintenance et de remisage des rames est prévu à Palaiseau, le long de la route départementale 36, à proximité du campus de l’Institut polytechnique de Paris. Les travaux de terrassement, menés par Eiffage, débutent au 3e trimestre 2020.

## Projets de développement

### Création d'une station «Camille Claudel» à Palaiseau

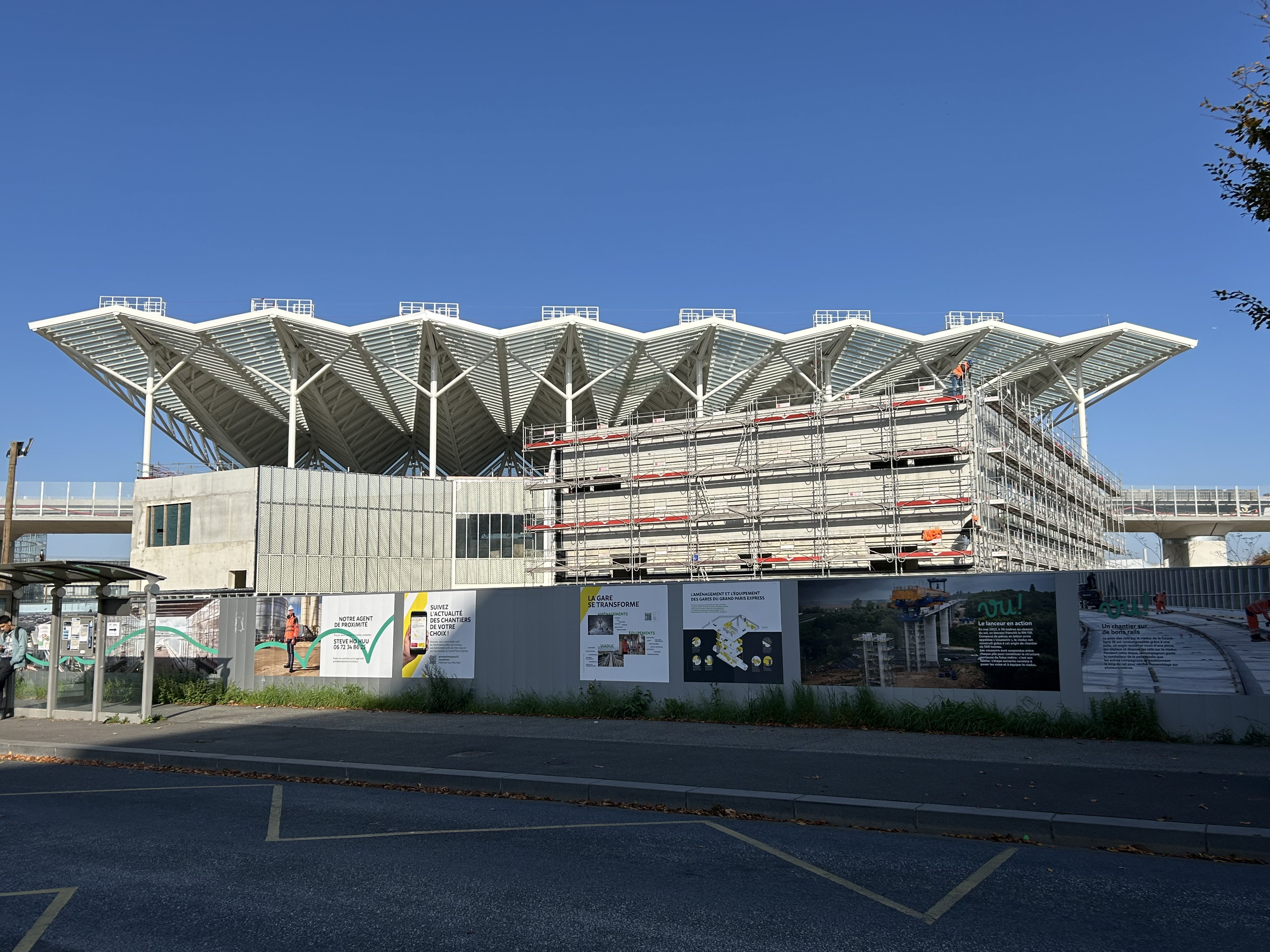
La station Polytechnique sur le plateau de Saclay, à Palaiseau, en construction en novembre 2024

À Palaiseau, élus et riverains se mobilisent dès 2015 pour la réalisation d'une nouvelle station de métro au droit du nouvel écoquartier de la ville dénommé Camille-Claudel qui doit abriter 4 000 habitants. Cette station devrait se situer entre les arrêts Massy-Palaiseau et Polytechnique, à l'endroit où la ligne émerge du sol pour passer en aérien.
Le rapport de la commission d'enquête publique de 2016 préconise qu'une réserve foncière doit être mise en place pour la réalisation éventuelle de cette station après l'ouverture de la ligne.
La DUP modificative mise à l'enquête du 15 juin au 17 juillet 2020 prend en compte cette recommandation en modifiant le profil de la ligne dans le secteur de Palaiseau. Un palier de 100 m de long est ainsi prévu entre l'émergence du tunnel et le viaduc afin de permettre la construction d'une future station.
En 2021, lors d'une visite du président de la République, Emmanuel Macron, à Palaiseau, celui-ci estime que la création de nouvelles stations, dont l'une dans l'écoquartier « Camille-Claudel », à Palaiseau, doit être étudiée. Quelques semaines plus tard, le Premier ministre Jean Castex demande au préfet de l'Essonne d'étudier cette opportunité.
En avril 2023, dans le cadre du Schéma directeur de la Région Île-de-France pour 2040, la région propose la réalisation de la station.

### Prolongement de la ligne 18 vers Nanterre
Un prolongement de la ligne 18 depuis Versailles Chantiers jusqu'à Nanterre La Folie, avec une station intermédiaire à Rueil-Malmaison (quartier de Rueil-sur-Seine), est prévu dans le schéma d'ensemble du Grand Paris Express. Sa réalisation, envisagée au-delà de 2030, n'a pas de date précise.
En février 2023, la Société du Grand Paris relance les études pour ce prolongement dans le cadre de la préparation des chantiers des stations Nanterre La Folie et Versailles Chantiers. En avril 2023, dans le cadre du Schéma directeur de la région Île-de-France (SDRIF) pour 2040, la région confirme la réalisation de cette section et propose l'ajout de plusieurs stations intermédiaires, à définir par des études,.
Par ailleurs, la région propose une extension supplémentaire via une future « ligne 19 », reliant Nanterre, Argenteuil, Gonesse et l'aéroport Charles-de-Gaulle. Cette ligne desservirait le sud du Val-d'Oise en partageant une partie de l'infrastructure et le matériel roulant de la ligne 17.
Le 29 février 2024, la Société des Grands Projets vote le financement des études pour le prolongement vers Nanterre, avec pour objectif de finaliser le dossier d'enquête publique début 2027,,.
|  |   |  | Station              | Coordonnées                 | Communes        | Correspondances       |
|  | - |  | -------------------- | --------------------------- | --------------- | --------------------- |
|  | ■ |  | Nanterre La Folie    | 48° 53′ 53″ N, 2° 13′ 34″ E | Nanterre        | existant : envisagé : |
|  | • |  | Rueil                | 48° 53′ 31″ N, 2° 10′ 09″ E | Rueil-Malmaison |                       |
|  | • |  | Versailles Chantiers | 48° 47′ 41″ N, 2° 08′ 12″ E | Versailles      | existant : envisagé : |

En avril 2024, un tracé affiné est étudié par la Société des Grands Projets. Ce tracé, comportant quatre stations, évite les zones naturelles et dessert Parly 2 ainsi que le centre de Rueil-Malmaison.
|  |   |  | Station                 | Coordonnées                 | Communes                | Correspondances       |
|  | - |  | ----------------------- | --------------------------- | ----------------------- | --------------------- |
|  | ■ |  | Nanterre La Folie       | 48° 53′ 53″ N, 2° 13′ 34″ E | Nanterre                | existant : envisagé : |
|  | • |  | Rueil Centre            | 48° 52′ 53″ N, 2° 11′ 06″ E | Rueil-Malmaison         | envisagé :            |
|  | • |  | La Celle Saint-Cloud    | 48° 50′ 34″ N, 2° 08′ 17″ E | La Celle Saint-Cloud    | existant :            |
|  | • |  | Le Chesnay-Rocquencourt | 48° 49′ 36″ N, 2° 07′ 10″ E | Le Chesnay-Rocquencourt |                       |
|  | • |  | Versailles Chantiers    | 48° 47′ 41″ N, 2° 08′ 12″ E | Versailles              | existant : envisagé : |

### Prolongement de la ligne 18 vers l'est
Lors de la réunion du comité de pilotage de la station de l'aéroport d'Orly, le 3 mai 2016, la Société du Grand Paris annonce la mise en place de mesures conservatoires à la station Aéroport d'Orly afin de permettre une éventuelle extension à l'est de la ligne 18 au-delà de 2030. Cette décision répond aux demandes des élus du Val-de-Marne et de l'Essonne, qui souhaitent relier la gare de Villeneuve-Saint-Georges (RER D) à la zone aéroportuaire d'Orly via Villeneuve-le-Roi pour en faciliter l'accès. D'autres élus proposent un prolongement jusqu'à la gare de Boissy-Saint-Léger (RER A) via Villa Nova (correspondance avec Câble 1), pour les mêmes raisons. Le département du Val-de-Marne, par l'intermédiaire de l'association Orbival, mobilise les élus pour étudier ce prolongement.
Le 13 juillet 2016, la commission d'enquête publique recommande que la station Aéroport d'Orly soit conçue de manière à permettre un prolongement vers la ligne D du RER.
En avril 2023, dans le cadre du Schéma directeur de la région Île-de-France (SDRIF) pour 2040, la région propose, en complément de la section Versailles–Nanterre, un prolongement de la ligne 18 jusqu'à Montgeron (RER D) et Boissy-Saint-Léger (RER A),.
En octobre 2024, la région lance des études de faisabilité pour ce prolongement.
En juin 2025, les résultats des études de faisabilité sont présentés. Ils proposent un prolongement de la ligne 18 vers l'est avec neuf stations supplémentaires à l'horizon 2040. Cette extension, entièrement souterraine, s'étendrait sur 17 km pour un coût estimé à 2,93 milliards d'euros,.
|  |   |  | Station                      | Coordonnées                 | Communes                        | Correspondances               |
|  | - |  | ---------------------------- | --------------------------- | ------------------------------- | ----------------------------- |
|  | ■ |  | Aéroport d'Orly              | 48° 43′ 41″ N, 2° 21′ 44″ E | Paray-Vieille-Poste             | existant : Orlyval envisagé : |
|  | • |  | Paray-Vieille-Poste          | 48° 42′ 31″ N, 2° 22′ 17″ E | Athis-Mons, Paray-Vieille-Poste | envisagé :                    |
|  | • |  | Athis-Mons                   | 48° 42′ 45″ N, 2° 24′ 12″ E | Athis-Mons                      | (RER) · (C)                   |
|  | • |  | Vigneux-sur-Seine            | 48° 42′ 30″ N, 2° 24′ 52″ E | Vigneux-sur-Seine               | (RER) · (D)                   |
|  | • |  | Vigneux - Montgeron Glacière | 48° 42′ 11″ N, 2° 26′ 23″ E | Vigneux-sur-Seine               |                               |
|  | • |  | Montgeron - Crosne           | 48° 42′ 29″ N, 2° 27′ 44″ E | Montgeron                       | (RER) · (D)                   |
|  | • |  | Crosne                       | 48° 43′ 18″ N, 2° 28′ 09″ E | Crosne                          |                               |
|  | • |  | La Végétale - Valenton       | 48° 44′ 29″ N, 2° 28′ 49″ E | Limeil-Brévannes                | (C) · (1)                     |
|  | • |  | Limeil-Brévannes             | 48° 44′ 42″ N, 2° 29′ 21″ E | Limeil-Brévannes                |                               |
|  | ■ |  | Boissy-Saint-Léger           | 48° 45′ 11″ N, 2° 30′ 18″ E | Boissy-Saint-Léger              | (RER) · (A)                   |

## Critiques
De nombreuses critiques locales ont été émises concernant ce projet. Ainsi, des habitants et élus des communes traversées par le métro aérien demandent que celui-ci soit enterré,. De plus, les habitants de Wissous, commune située entre Antony et l'aéroport d'Orly, traversée par la ligne mais non desservie par celle-ci, se sentent de fait « oubliés » par le projet.
Les critiques les plus importantes proviennent d'expertises extérieures au champ de la démocratie locale, pointant notamment un écart difficile à justifier entre le dimensionnement de cette infrastructure et les flux qu'elle accueillerait au vu des outils d'analyse territoriale et de simulation de flux. En effet, la justification du projet de ligne 18 au sein du projet global de réseau de transports publics du Grand Paris présenté en 2009-2010 était la connexion de pôles d’emplois entre eux, ce qui supposait un important flux entre ces derniers. Or, « les liaisons entre pôles d’emplois en Île-de-France ne représentent que 3% des besoins de transports. » De plus, l'analyse des caractéristiques socio-économiques des territoires qu'elle traverse montre que l'on a dans le pôle d'Orly « une forte proportion de travailleurs "sur place" c’est-à-dire occupant un emploi dans leur commune de résidence », et que, dans les pôles de Massy et Versailles, « les déplacements se font beaucoup plus en interne que vers un bassin extérieur. »
Ainsi, dès 2015, le commissariat général à l'investissement (CGI) rend un avis défavorable pour la ligne 18, dans sa portion Saclay-Versailles.
L'association des usagers des transports FNAUT Île-de-France juge la ligne 18 comme « un métro de prestige déconnecté des besoins réels de déplacements. L’AUT/FNAUT Île-de-France souhaite donc que soit rendu un avis défavorable à l’utilité publique de cette ligne. » En 2017, elle renouvelle ses critiques sur le surdimensionnement de la ligne 18 et estime qu'une desserte de type tramway pourrait suffire pour cette dernière.
Selon Pascal Auzannet, ancien haut fonctionnaire chargé des réflexions sur le projet de métro du Grand Paris au sein de la RATP dans les années 2010, il serait plus judicieux de prolonger les 7,3 kilomètres de l'Orlyval vers le plateau de Saclay. En effet avec une capacité de transport à l'heure de pointe supérieur à 7 500 voyageurs, cette possibilité est compatible avec les prévisions de trafic présentées en 2016 lors d'une l'enquête publique. Dans une interview auprès de l'établissement public chargé de l'aménagement du projet urbain du plateau de Saclay, ultérieure à la publication de l'ouvrage, il généralise ce commentaire en indiquant : « Le choix d’un métro (plutôt que de simples bus en sites propres) se justifiait donc pleinement, mais fallait-il pour autant un métro lourd, comme sur les autres lignes, avec le risque de surcapacités ? Personnellement, j’ai toujours pensé que l’option initiale était surdimensionnée. [...] au début, on envisageait des capacités de 40 000 voyageurs dans chaque sens de circulation, alors que la demande à l’horizon 2030 ne devrait pas excéder les 5-6 000. »
Le 22 juin 2018, lors d'une conférence des Groupes professionnels des Arts et Métiers, Jean-Marc Jancovici affirme, en parlant de l'impact carbone des différentes infrastructures : « La ligne 18 […] ne remboursera jamais son carbone de départ, donc si on veut le [ce projet] faire au motif du carbone faut pas le faire. »
En juillet 2018, le Conseil d'État rejette les demandes de plusieurs collectivités et associations de défense de l'environnement et valide la déclaration d'utilité publique.
En juillet 2020, lors de la dernière enquête publique du projet, l'association des usagers des transports FNAUT Île-de-France pointe dans un message posté sur le réseau Twitter que la rentabilité socio-économique de cette ligne a été revue à la hausse de manière inexpliquée.
En 2022, devant l'échec que représente pour eux la poursuite du chantier, les opposants se concentrent sur l'abandon de la section ouest de la ligne avec le mot d'ordre « Terminus Orsay ».
En 2023, le collectif « Non à la ligne 18 » met en place plusieurs journées de mobilisations contre le passage de la ligne par le plateau de Saclay. Le collectif se positionne contre l'artificialisation des terres fertiles du plateau, en investissant notamment la ZAD de Saclay, aussi appelée « Zaclay ». Mi-mai, un week-end y rassemble plus de 600 militants écologistes. Le lieu de lutte est démantelé en juin 2023, mais la mobilisation se poursuit par l'installation de « grangettes » éphémères sur le tracé de la ligne.

## Tourisme
La ligne 18 desservira plusieurs points notables de l'Île-de-France :
- l'aéroport de Paris-Orly ;
- le plateau de Saclay et l'université ;
- la ville nouvelle de Saint-Quentin-en-Yvelines, sur la commune de Guyancourt ;
- la ville de Versailles.